# Spadkobierca
Ten artykuł należy dopracować:

przedstawiono sytuację tylko z polskiej perspektywy – artykuł powinien być przekrojowy.
Pomóż go poprawić. 
Spadkobierca – podmiot, na który przechodzi ogół praw i obowiązków osoby zmarłej.
Spadkobierca testamentowy – powołana do spadku na podstawie testamentu osoba fizyczna osoba prawna lub jednostka organizacyjna nieposiadająca osobowości prawnej, albo też dziecko poczęte (nieurodzone jeszcze w chwili otwarcia spadku), pod warunkiem, że urodzi się żywe.
Spadkobierca ustawowy – podmiot powołany do spadku na mocy odpowiednich ustaw, w przypadku gdy spadkodawca nie pozostawił ważnego testamentu albo gdy osoby powołane do spadku nie chcą lub nie mogą być spadkobiercami.
Spadkobiercami ustawowymi są:
- małżonek;
- zstępni – dzieci, wnuki, prawnuki itp.;
- wstępni – rodzice, dziadkowie, pradziadkowie itp.;
- rodzeństwo i zstępni rodzeństwa;
- zstępni dziadków – wujowie, stryjowie, ciotki;
- pasierbowie, których rodzice nie dożyli otwarcia spadku;
- gmina ostatniego miejsca zamieszkania spadkodawcy;
- Skarb Państwa.

Spadkobierca nabywa spadek z chwilą śmierci spadkodawcy (tzw. otwarcie spadku). Spadkobierca może spadek przyjąć wprost bądź z dobrodziejstwem inwentarza albo odrzucić, składając w tej kwestii odpowiednie oświadczenie przed sądem lub notariuszem w terminie 6 miesięcy od dnia, w którym dowiedział się, iż został do spadku powołany.
- W razie prostego przyjęcia spadku spadkobierca ponosi odpowiedzialność za długi spadkowe bez ograniczenia.
- W razie przyjęcia spadku z dobrodziejstwem inwentarza spadkobierca ponosi odpowiedzialność za długi spadkowe tylko do wartości ustalonego w inwentarzu stanu czynnego spadku.

## Niemożność bycia spadkobiercą
Spadkobiercą nie może być:
- osoba fizyczna, która nie żyje w chwili otwarcia spadku[1]
(wyjątek[2]: nasciturus);
- osoba prawna, która w tym czasie nie istnieje[1]
(wyjątek[3]: fundacja ustanowiona w testamencie, gdy zostanie wpisana do Krajowego Rejestru Sądowego w ciągu 2 lat od ogłoszenia testamentu);
- jednostka organizacyjna nieposiadająca osobowości prawnej, która w tym czasie nie istnieje[4].

Spadkobiercą nie może być również osoba uznana za spadkobiercę niegodnego dziedziczenia. Jest ona wtedy wyłączona z dziedziczenia tak, jakby go nie dożyła. Tym samym zamiast tej osoby dziedziczą osoby uprawnione do dziedziczenia po osobie uznanej za niegodną dziedziczenia.